# Rangsit Yanothai
Rangsit Yanothai (taj. รังสิต ญาโนทัย; ur. 27 października 1936) – tajski strzelec, olimpijczyk. 
Brał udział w igrzyskach olimpijskich w latach 1968 (Meksyk), 1972 (Monachium) i 1984 (Los Angeles). Na każdych igrzyskach prezentował się w jednej konkurencji. W Meksyku i Monachium startował w strzelaniu z pistoletu szybkostrzelnego z odl. 25 metrów (odpowiednio: 36. i 46. miejsce). W Los Angeles startował w strzelaniu do ruchomej tarczy, jednak nie ukończył zawodów.
W 1978 roku zajął szóste miejsce w strzelaniu z pistoletu centralnego zapłonu podczas igrzysk azjatyckich w Bangkoku (zdobył 579 punktów). Największy sukces osiągnął jednak dwanaście lat wcześniej. W tym samym mieście, w tej samej konkurencji na tej samej imprezie, zdobył brązowy medal zdobywając 559 punktów.
Był chorążym reprezentacji Tajlandii podczas igrzysk olimpijskich (1972, 1984).

## Wyniki olimpijskie
| Igrzyska | Konkurencja                        | Wynik                     | Miejsce    | Źródło |
| -------- | ---------------------------------- | ------------------------- | ---------- | ------ |
| IO 1968  | Pistolet szybkostrzelny, 25 metrów | 576 punktów (287-289)     | 36 (na 56) | [ 3 ]  |
| IO 1972  | Pistolet szybkostrzelny, 25 metrów | 571 punktów (196-187-188) | 46 (na 62) | [ 4 ]  |
| IO 1984  | Ruchoma tarcza, 50 metrów          | DNF                       | DNF        | [ 5 ]  |